# Jenny Andersson
Jenny Andersson, född 1974, är en svensk historiker och författare. Hon är professor i idéhistoria vid Uppsala universitet och arbetade tidigare vid CNRS och Sciencespo i Paris.
Andersson disputerade 2003 vid Uppsala universitet med Mellan tillväxt och trygghet. Idélinjer i socialdemokratisk socialpolitik under efterkrigstiden. Hon var därefter postdoktor och gästforskare vid European University Institute i Florens och Minda de Gunzburg Center for European Studies vid Harvard University. Andersson har skrivit The future of the world. Futurology, futurists and the struggle for the Cold War world (Oxford University Press 2018). Andersson invaldes 2024 i Vitterhetsakademin. 

## Verksamhet
Jenny Andersson hade också en forskartjänst vid Vetenskapsrådet och var verksam vid Institutet för framtidsstudier 2007–2009. Hon gav 2009 ut den uppmärksammade boken När framtiden redan hänt: socialdemokratin och folkhemsnostalgin.
Andersson började 2009 arbeta vid CNRS och Institut d'études politiques de Paris ("Sciences Po"). Andersson författade tillsammans med Kjell Östberg den avslutande delen, 1965-2012 (utgiven 2013), i bokverket Sveriges historia.